# アイリンクインベストメント
株式会社アイリンクインベストメント（英称:ilinkinvestment Co.,Ltd.）は、株式、日経225、先物、外国為替の投資情報提供、投資助言を行う独立系投資顧問会社である。金融庁が公表している金融商品取引業者一覧によると、福岡財務支局に登録されている金融機関である。毎週金曜日17時から投資情報番組(投資TUBE)をインターネットで行っている。

## 概要
- 所在地
  - 福岡本社：福岡市中央区天神2-7-21天神プライム6F

　　　　Tel:092-404-4444　Fax:092-405-4444
- 設　　立：2006年1月23日
- 金融庁登録番号：金融商品取引業者　福岡財務支局長（金商）第11号
- 加入協会：一般社団法人日本投資顧問業協会　会員番号 第102-00116号
- 代表者　：岩本　壮一郎（代表取締役兼CEO）

## 沿革
- 2006年（平成18年） 1月23日：有限会社アイリンクインベストメント　設立
- 2006年（平成18年） 3月14日：福岡財務支局長投資顧問　第30号登録
- 2007年（平成19年） 9月30日：金融商品取引法施行により金融商品取引業登録　福岡財務支局長（金商）第11号 登録
- 2007年（平成19年）10月23日：有限会社から株式会社へ改組
- 2008年（平成20年） 8月19日：株式常勝軍団の商標登録　完了
- 2010年（平成22年）12月22日：一般社団法人日本投資顧問業協会　会員番号 第102-00116号
- 2019年（令和元年）11月1日：シェアリングエコノミーサービス「バイセルシェア」サービス開始

## 事業概要
- 投資助言、代理業
- 金融商品取引業
- 店頭金融先物取引にかかる業務